# Dagmar Wittmers
Dagmar Wittmers (* 15. November 1952) ist eine deutsche Regisseurin und Drehbuchautorin.

## Leben
Dagmar Wittmers absolvierte zunächst ein Volontariat beim Deutschen Fernsehfunk und im DEFA-Studio für Spielfilme. Dann studierte sie Regie an der Hochschule für Film und Fernsehen Babelsberg und schloss mit Diplom ab. Von 1984 bis 1991 arbeitete sie für den Deutschen Fernsehfunk, danach wurde sie freie Autorin und Regisseurin. Zu ihrem Werk gehören überwiegend Fernsehdokumentationen und -porträts. 1992 wurde ihr Film Engel mit einem Flügel mit dem Deutschen Kritikerpreis für Fernsehen ausgezeichnet. 1992 bis 1997 produzierte sie das Kinomagazin Film ab! (ORB), das Künstlerporträts zeigte und über internationale Filme berichtete.
Dagmar Wittmers lebt und arbeitet in Berlin.

## Filmografie
- 1981: Der Staatsanwalt hat das Wort: Das zweite Gesicht
- 1982: Der Staatsanwalt hat das Wort: Alles auf einmal
- 1985: Mein lieber Onkel Hans
- 1987: Mensch Hermann (Fernsehserie, 3 Folgen)
- 1987: Der Staatsanwalt hat das Wort: Ich werde dich nie verraten
- 1988: Der Staatsanwalt hat das Wort: Zerschlagene Liebe
- 1988: Der Staatsanwalt hat das Wort: Wo mich keiner kennt
- 1990: Der Staatsanwalt hat das Wort: Im Regen tanzen
- 1991: Sonnenwende
- 1991: Engel mit einem Flügel
- 1995: Die Weihnachtsmaus
- 1995: Polizeiruf 110: Sieben Tage Freiheit
- 1992–1996: Film ab (Magazin, 70 Folgen)
- 1997: Reformator wider Willen – Philipp Melanchthon
- 1997: Mama ist unmöglich (Fernsehserie, 3 Folgen)
- 1998: Liebe fragt nicht warum – Die deutsche Bildhauerin Imogen Stuart in Irland
- 1999: Hansestadt Danzig
- 1999: Theo Lingen: „Komiker wurde ich nur aus Versehen“
- 2000: Liebe, Leid und Leidenschaft – Ida Ehre und ihr Theater
- 2000: Tecker-Becker: Mit 30 km/h gegen den Strom
- 2000: Glut unter der Asche Die Botschaften des Hiob – Ratlos im Leid
- 2001: Mal Gossenpflanze und mal Lady – Angelica Domröse
- 2001: "Worte muss man sehen können"- Die Fotografin Eva Kemlein
- 2001: Das Jahrhundert des Kabaretts
- 2002: Deutsche Lebensläufe: Arno Breker
- 2002: Meine erste Hauptrolle: Putzfrau
- 2002: Keiner kann von mir verlangen, dass ich 75 bin – Dieter Hildebrandt
- 2003: Die Paul Kuhn Story
- 2003: Mit Panzern und Pflastersteinen – Der erste Mai im geteilten Berlin
- 2004: Geheimnisvolle Orte: Berliner Inseln
- 2004: Ein Dach über dem Kopf: Sehnsucht nach der alten Stadt
- 2005: Legenden: Hans Albers
- 2005: Deutsche Lebensläufe: Rainer Werner Fassbinder
- 2005: Mit meinen Filmen bau ich ein Haus -Rainer Werner Fassbinder
- 2006: Ost-Berlin – Hauptstadt mit Mauer
- 2006: Die aufregendste Zeit meines Lebens – Kultur in der Trümmerzeit
- 2007: Adlon verpflichtet – Hundert Jahre Hotelgeschichte
- 2007: Auf der Spur meiner Ahnen – Mariele Millowitsch/Walter Sittler
- 2007: Wie Orpheus sein – Der Liedermacher Reinhard Frédérik Mey
- 2008: Wo Berlin den Himmel berührt – Der Flughafen Tempelhof
- 2008: Deutschland, deine Künstler Reinhard Mey
- 2008: Vom Büroboten zum Brecht-Schauspieler (Erwin Geschonneck)
- 2008: Geschichten aus dem Prenzl'Berg
- 2009: Sperranlagen, Todesstreifen & Schießbefehl – Wo war die Berliner Mauer?
- 2009: Vom Glück, Weltbürger zu sein
- 2009: Wahnsinn, plötzlich ist die Mauer weg
- 2009: Alte Pracht und neuer Glanz (St. Petersburg)
- 2009: Ost-Legenden: Regine Hildebrandt
- 2010: Da musste jetzt durch, Jünta! Der Schauspieler Günter Lamprecht
- 2010: Ost-Legenden: Curt Heinrich Dathe
- 2011: Deutschland, deine Künstler Günter Grass
- 2010–2012: Norddeutsche Dynastien (Doku-Reihe, 12 Folgen)
- 2011: Mauerjahre: Leben im geteilten Berlin (Doku-Reihe, 6 Folgen)
- 2012: Deutsche Dynastien: Die Ottos
- 2012: Ost-Legenden: Erwin Geschonneck
- 2012: Bilderbuch: Von Neuruppin nach Rheinsberg
- 2013: Made in Norddeutschland
- 2013: Bilderbuch: Potsdam-Babelsberg
- 2013: Der Weltverbesserer – Dieter Hildebrandt
- 2014: Das geschenkte Leben – Die wundersame Rettung des Celino Bleiweiss
- 2014: Made in Norddeutschland: Tchibo – Vom Kaffeeversand zum Handelsriesen
- 2015: Celino Bleiweiss – Der rettende Name
- 2015: Zum Tod von Günter Grass: Schrieb ich Buch nach Buch
- 2016: Als Zwangsarbeiter auf dem Land schufteten – Von den Nazis nach Norddeutschland verschleppt
- 2017: Die Charité – Geschichten von Leben und Tod
- 2017: Die Kondom-Story: Eine deutsche Sittengeschichte
- 2018 Kunst in Potsdam- das Museum Barberini
- 2018: Kaiser a. D. – Wilhelm II. im Exil
- 2019: Die Charité – Medizin unterm Hakenkreuz (Dokumentation zur Fernsehserie Charité)
- 2019/2020 Berlin-Schicksalsjahre einer Stadt 1990/2002/2009
- 2020: Letzter Sommer DDR – das Jahr, in dem die Einheit kam
- 2021: Die Charité – ein Krankenhaus im Kalten Krieg (Dokumentation zur Fernsehserie Charité)
- 2021: Mythos KaDeWe-Das Kaufhaus des Westens
- 2022: Berlin – Schicksalsjahre einer Stadt 2010/2018
- 2023: 100 Jahre Radio Deutschland – On Air, Menschen – Macht – Musik
- 2024:  Geniale Frauen -Malerinnen von der Renaiissance bis zum Klassizismus
- 2025: Der Dresdner Zwinger - Sachsens Pracht und Prunk
- 2025: Nackte Gestalten-Geschichte und Geschichten der Aktskulptur

## Auszeichnungen
2017 Deutsch-Polnischer Tadeusz-Mazowiecki-Journalistenpreis für „Als Zwangsarbeiter auf dem Land schufteten – Von den Nazis nach Norddeutschland verschleppt“